# Olivier Grouillard
Olivier Grouillard (Fenouillet, 2 september 1958) is een Frans autocoureur. Hij maakte zijn Formule 1-debuut in 1989 bij Ligier en nam deel aan 62 Grands Prix waarvan hij er 41 mocht starten. Hij scoorde één punt.
Grouillard won het Frans Formule 3-kampioenschap in 1984, van waar hij overstapte naar de Formule 3000 waarin hij van 1985 tot 1988 uitkwam. Hij was de eerste seizoenen niet competitief, maar dat verbeterde in het kampioenschap van 1988 waarin hij tweede werd.
In 1989 maakte Grouillard zijn debuut in een Ligier. Het hoogtepunt in zijn Formule 1-carrière in de Franse Grand Prix van 1989. Hij reed ook nog voor Osella en de opvolger van het team Fondmetal. Hij reed ook nog voor AGS en Tyrrell.
Zijn racecarrière werd gekenmerkt door vele incidenten. In de kwalificatie voor de Grand Prix van België van 1989 blokkeerde hij de Lotus van Nelson Piquet waardoor die van de baan spinde en zich niet wist te kwalificeren. Tijdens de kwalificatie voor de Grand Prix van San Marino van 1990 blokkeerde hij Nigel Mansell, iets wat hij herhaalde in de Grand Prix van Australië.
Tijdens de kwalificatie van de Franse Grand Prix van 1991 deed Grouillard een laatste poging om zich te kwalificeren met zijn Fondmetal, maar hij blies zijn motor op. In plaats van zijn auto aan de kant te zetten, reed Grouillard door naar de pits waardoor er een oliespoor op de baan kwam. Ayrton Senna verloor hierdoor zijn kans om de pole-position te nemen.
Grouillards reputatie zorgde ervoor dat hij ontslagen werd bij Fondmetal aan het eind van 1991 toen hij besloot om zijn race-auto in de prekwalificatie voor de Grand Prix van Portugal ondanks een kapotte versnellingsbak. Hij wilde niet met de reserve-auto rijden waardoor hij de maandag na de race ontslagen werd.
Hij beproefde zijn geluk nog wel in de IndyCar maar zonder succes.